# Липовець-при-Костелу
Липовець-при-Костелу (словен. Lipovec pri Kostelu) — поселення в общині Костел, регіон Південно-Східна Словенія, Словенія. Висота над рівнем моря: 370,5 м.